# Syria na Letnich Igrzyskach Olimpijskich 2016
Syrię na Letnich Igrzyskach Olimpijskich 2016, które odbyły się w Rio de Janeiro, reprezentowało 7 zawodników - 4 mężczyzn i 3 kobiety.
Był to czternasty start reprezentacji Syrii na letnich igrzyskach olimpijskich.

## Reprezentanci

### Judo
Mężczyźni
| Zawodnik      | Konkurencja | 1/32             | 1/16             | 1/8              | Ćwierćfinał      | Półfinał         | Repasaż          | Finał/BM         | Finał/BM |
| Zawodnik      | Konkurencja | Przeciwnik Wynik | Przeciwnik Wynik | Przeciwnik Wynik | Przeciwnik Wynik | Przeciwnik Wynik | Przeciwnik Wynik | Przeciwnik Wynik | Pozycja  |
| ------------- | ----------- | ---------------- | ---------------- | ---------------- | ---------------- | ---------------- | ---------------- | ---------------- | -------- |
| Mohamad Kasem | - 73 kg     | BYE              | An P 000–110     | NQ               | NQ               | NQ               | NQ               | NQ               | NQ       |

### Lekkoatletyka
Mężczyźni
| Zawodnik             | Konkurencja | Kwalifikacje | Kwalifikacje | Finał | Finał   |
| Zawodnik             | Konkurencja | Wynik        | Miejsce      | Wynik | Miejsce |
| -------------------- | ----------- | ------------ | ------------ | ----- | ------- |
| Majed El Dein Ghazal | skok wzwyż  | 2,29         | 7. Q         | 2,29  | =7.     |

Kobiety
| Zawodniczka       | Konkurencja        | Eliminacje | Eliminacje | Półfinał | Półfinał | Finał | Finał   |
| Zawodniczka       | Konkurencja        | Wynik      | Miejsce    | Wynik    | Miejsce  | Wynik | Miejsce |
| ----------------- | ------------------ | ---------- | ---------- | -------- | -------- | ----- | ------- |
| Ghofrane Mohammad | 400 m przez płotki | 58,85      | 41.        | NQ       | NQ       | NQ    | NQ      |

### Pływanie
Mężczyźni
| Zawodnik       | Konkurencja             | Eliminacje | Eliminacje | Półfinał | Półfinał | Finał | Finał   |
| Zawodnik       | Konkurencja             | Czas       | Miejsce    | Czas     | Miejsce  | Czas  | Miejsce |
| -------------- | ----------------------- | ---------- | ---------- | -------- | -------- | ----- | ------- |
| Azad Al-Barazi | 100 m stylem klasycznym | 1:02,22    | 36.        | NQ       | NQ       | NQ    | NQ      |

Kobiety
| Zawodniczka | Konkurencja          | Eliminacje | Eliminacje | Półfinał | Półfinał | Finał | Finał   |
| Zawodniczka | Konkurencja          | Czas       | Miejsce    | Czas     | Miejsce  | Czas  | Miejsce |
| ----------- | -------------------- | ---------- | ---------- | -------- | -------- | ----- | ------- |
| Bayan Jumah | 50 m stylem dowolnym | 26,41      | =49.       | NQ       | NQ       | NQ    | NQ      |

### Podnoszenie ciężarów
Mężczyźni
| Zawodnik  | Konkurencja | Rwanie | Rwanie  | Podrzut | Podrzut | Razem  | Pozycja |
| Zawodnik  | Konkurencja | Wynik  | Pozycja | Wynik   | Pozycja | Razem  | Pozycja |
| --------- | ----------- | ------ | ------- | ------- | ------- | ------ | ------- |
| Man Asaad | + 105 kg    | 180 kg | =17.    | 220 kg  | =14.    | 400 kg | 15.     |

### Tenis stołowy
Kobiety
| Zawodniczka  | Konkurencja | Eliminacje       | Runda 1          | Runda 2          | Runda 3          | Runda 4          | Ćwierćfinał      | Półfinał         | Finał/BM         | Finał/BM |
| Zawodniczka  | Konkurencja | Przeciwnik Wynik | Przeciwnik Wynik | Przeciwnik Wynik | Przeciwnik Wynik | Przeciwnik Wynik | Przeciwnik Wynik | Przeciwnik Wynik | Przeciwnik Wynik | Pozycja  |
| ------------ | ----------- | ---------------- | ---------------- | ---------------- | ---------------- | ---------------- | ---------------- | ---------------- | ---------------- | -------- |
| Heba Allejji | singel      | Silva P 0-4      | NQ               | NQ               | NQ               | NQ               | NQ               | NQ               | NQ               | NQ       |